# Hans-Dieter Klein
Hans-Dieter Klein (* 13. Oktober 1940 in Wien) ist ein österreichischer Komponist, Philosoph und emeritierter Universitätsprofessor für Philosophie an der Universität Wien.

## Leben
Hans-Dieter Klein absolvierte in den Jahren von 1953 bis 1963 ein Studium der Komposition an der Wiener Akademie für Musik und darstellende Kunst in der Klasse von Otto Siegl, welches er mit der Reifeprüfung abschloss. Im Anschluss daran begann er ein Studium der Philosophie und Musikwissenschaft an der Universität Wien und schloss mit einer Promotion sub auspiciis ab. Im Jahr 1969 erfolgte die Habilitation in Philosophie. Seit dem Jahr 1975 wirkte er als außerordentlicher Universitätsprofessor, ab dem Jahr 1982 als ordentlicher Universitätsprofessor an der Universität Wien.
Im Jahr 1988 wurde er korrespondierendes und 1990 wirkliches Mitglied der Österreichischen Akademie der Wissenschaften, 1991 wurde er Präsident der Internationalen Gesellschaft „System der Philosophie“. Die Untersuchung der Existenzbedingungen von Systemen der Philosophie – von Leibniz bis zur Gegenwart – ist auch eines der zentralen Anliegen Kleins.
Hans-Dieter Klein lebt in Klosterneuburg-Kierling/Niederösterreich.

## Werke

### Schriften
- Leibnizens Monade als Ich und substantielle Form. Dissertation, Wien 1962.
- Begriff und Methode der Philosophie. Habilitationsschrift, Wien 1969.
- Vernunft und Wirklichkeit.
  - Band I: Untersuchungen zur Kritik der Vernunft. Wien / München 1973. 329 S.
  - Band II: Beiträge zur Realphilosophie. Wien / München 1975. 460 S.
- Geschichtsphilosophie. Eine Einführung. 6., unveränderte Auflage. Literas-Verlag, Wien 2005, ISBN 3-85429-200-7.
- System der Philosophie. Band I: Untersuchungen zur Kritik der Vernunft. Frankfurt am Main u. a. 2002, ISBN 3-631-36505-5. 235 S.
- System der Philosophie. Band II: Naturphilosophie. Frankfurt am Main u. a. 2006, ISBN 3-631-39434-9. 152 S.
- Metaphysik. Eine Einführung. Wien 1984. 109 S.
- Diverse Aufsätze

### Musikalische Werke (Auswahl)
Ensemblemusik
- Quintett – Besetzung: Flöte, Klarinette, Fagott, Klavier und Violine, op. 2/1 (1965–1970)[3]
- Trio – Besetzung: Oboe, Horn und Violine, op. 2/2 (1965–1970)[3]
- Streichquartett – Besetzung: zwei Violinen, Viola und Violoncello, op. 8/1 (1965–1970)[3]
- Streichquartett – Besetzung: zwei Violinen, Viola und Violoncello, op. 8/2 (1963)[3]
- Stück – Duo für Klavier und Violine, op. 19 (1981)[3]
- Streichquartett 1982 – Besetzung: zwei Violinen, Viola und Violoncello, op. 20 (1982)[3]
- Streichquartett 1983 – Besetzung: zwei Violinen, Viola und Violoncello, op. 21 (1983)[3]
- Zwei Stücke – Duo für Fagott und Klavier, op. 22 (1983)[3]
- Septett – Besetzung: Klarinette, Fagott, Horn, Violine, Viola, Violoncello und Kontrabass, op. 23 (1984)[3]
- Eins – Duo für zwei Violinen und zwei Frauenstimmen, op. 27 (1989)[3]
- Passacaglia – Duo für Klavier vierhändig, op. 30/1 (1989)[3]
- Andante – Duo für Klavier vierhändig, op. 30/2 (1990)[3]
- Adagio – Duo für Piccoloflöte und Klavier, op. 31 (1990)[3]
- Streichquartett – Besetzung: zwei Violinen, Viola und Violoncello, op. 38 (1995)[3]

Solomusik
- Fünf Klavierstücke – op. 3 (1965–1970)[3]
- Sonate – Solo für Klavier, op. 6 (1965–1970)[3]
- Klavierstück – op. 9/3 (1973)[3]
- O Haupt voll ... – Solo für Klavier, op. 9/1 (1973)[3]
- Sonate – Solo für Klavier, op. 9/2 (1973)[3]
- Klavierstück – op. 10 (1974)[3]
- Everybody happy – Solo für Klavier, op. 11 (1974)[3]
- Klavierstück – op. 12 (1974)[3]
- Wüstes Land – Solo für Klavier, op. 13 (1975)[3]
- 5, 3, 4 – Solo für Klavier, op. 14 (1975–1980)[3]
- Sonate – Solo für Klavier, op. 15 (1975–1980)[3]
- Ein Lächeln zu zwei’n – Solo für Klavier, op. 16 (1975–1980)[3]
- Klavierstücke 1981 – op. 18 (1981)[3]
- Klavierstücke 1984–1988 – op. 26 (1984–1988)[3]
- Variationen I und Variationen II – Solo für Klavier, op. 25 (1985)[3]
- Monoton klagend – Solo für Klavier, op. 28 (1989)[3]
- Sonate – Solo für Klavier, op. 32 (1990)[3]
- Melodie in fis-moll – Solo für Klavier, op. 33 (1991)[3]
- Zwei Klavierstücke – op. 34 (1991)[3]
- Theodizee – Solo für Becken und Altstimme, op. 35 (1992)[3]
- Konzert für Klavier, Streichquartett und Orchester – Solo für Klavier, Violine, Viola und Violoncello, op. 37 (1995)[3]
- Klavierstücke – op. 39 (1995)[3]